# Luiz Colussi

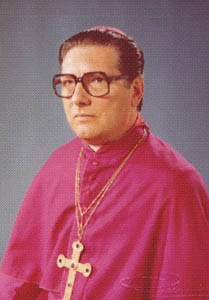
Luiz Colussi

Luiz Colussi (* 25. Juli 1931 in Bento Gonçalves, Rio Grande do Sul, Brasilien; † 4. Dezember 1996 in Curitiba) war ein brasilianischer Geistlicher und römisch-katholischer Bischof von Caçador.

## Leben
Luiz Colussi empfing am 1. Dezember 1957 durch Bischof Benedito Zorzi die Priesterweihe für das Bistum Caxias do Sul.
Papst Paul VI. ernannte ihn am 3. Januar 1978 zum Titularbischof von Gor und zum Weihbischof im Erzbistum Londrina. Der Erzbischof von Londrina, Geraldo Fernandes Bijos CMF, spendete ihm am 7. März desselben Jahres die Bischofsweihe; Mitkonsekratoren waren der Bischof von Caxias do Sul, Benedito Zorzi, und der Bischof von Santa Maria, José Ivo Lorscheiter.
Am 28. März 1980 ernannte ihn Papst Johannes Paul II. zum Koadjutorbischof von Lins. Mit dem Rücktritt Pedro Paulo Koops am 11. Oktober desselben Jahres folgte er diesem als Bischof von Lins nach.
Am 5. Dezember 1983 ernannte ihn Papst Johannes Paul II. zum Bischof von Caçador.